# Hertenberg (vogtländisches Adelsgeschlecht)

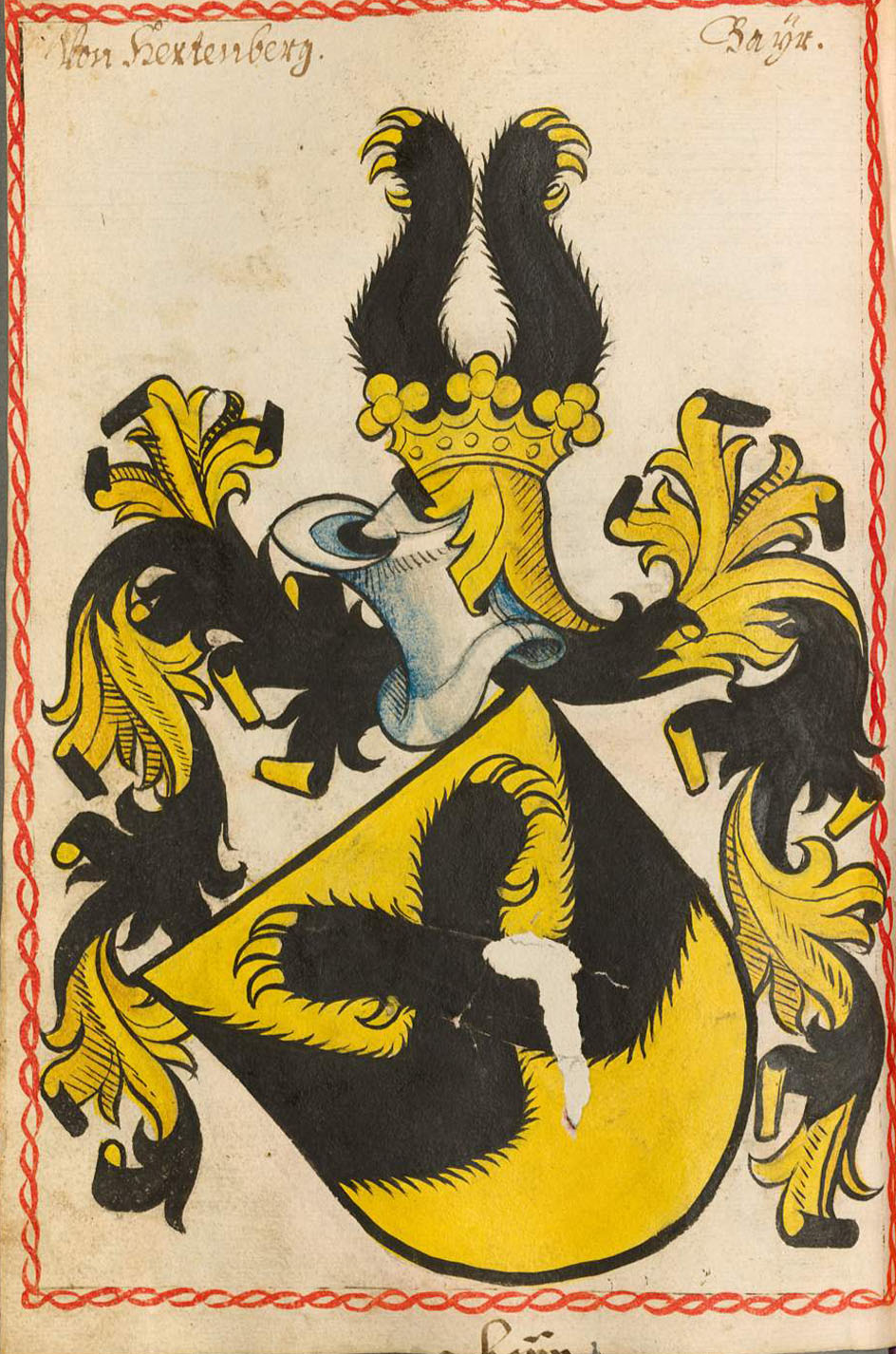
Familienwappen im Scheiblerschen Wappenbuch

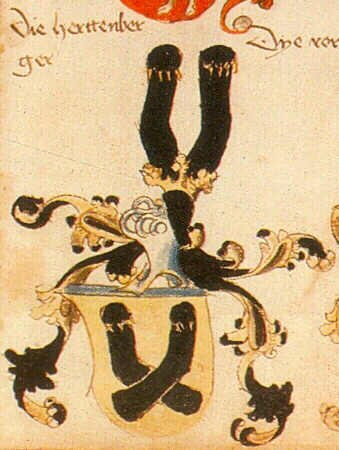
Wappen im Ingeram-Codex

Die Familie von Hertenberg war ein weitverzweigtes vogtländisches Adelsgeschlecht.

## Geschichte
Der namensgebende Stammsitz Hertenberg (oder Hartenberg) (Hřebeny) liegt in Tschechien und ist Teil der Gemeinde Josefov, heute die Schlossruine Hartenberg.
Die Hertenberger wurden erstmals urkundlich anlässlich der Abtretung des Gutes Mitterteich an das Kloster Waldsassen aus dem Jahre 1230 erwähnt, als ein „dominus vero de Hartenberch“ genannt wurde, ein Adeliger, in dessen Hand sich einstmals das Gut Tirschenreuth befand und der 1230 Herr auf Hertenberg war.
Als die Herren von Liebenstein bei Eger im Jahre 1298 ausstarben, erhob Ulrich von Hertenberg Anspruch auf die Herrschaft aus der Mitgift seiner Gemahlin Katharina. Die Herrschaft Liebenstein kam dann aber bis zur endgültigen Regelung von 1308 gegen Geldleistungen in den Besitz des Klosters Waldsassen

Zu Beginn des 14. Jahrhunderts weiteten die Hertenberger ihren Besitz ins Vogtland, in den Bereich um Eger und in die nördliche Oberpfalz aus: Ab 1300 waren Tuto und Heinrich von Hertenberg als Erben der Hohenberger (Hohenberg an d. Eger) Herren auf Schönbrunn und Redwitz (Marktredwitz) im Vogtland. 1317 übertrug Taut von Hertenberg, genannt von Schönbrunn, dem Kloster Waldsassen die Veste Schönbrunn mit allen Zugehörigkeiten und Lehen, nämlich die Dörfer Watzkenreuth (bei Nebanitz), Rossmeisl (bei Heinrichsgrün), Seussen (zwischen Arzberg und Redwitz), Tiefenbach (bei Wunsiedel), Hauenreut (bei Redwitz) und Drosmansperch (?), ferner das halbe Dorf Altengrün (bei Heinrichsgrün), seine Besitzungen in Tröstau (bei Wunsiedel) und seine Rechte in der Umgebung Hertenbergs an Bergwerken und Wäldern.
1303 wurde Tuto von Hertenberg und Schönbrunn auch als Herr von Burg und Herrschaft Königswart (bei Marienbad in Böhmen) genannt, im Folgejahr war er auch als Besitzer von Mühlessen und Grün (nordöstlich von Eger) nachgewiesen. Tuto nahm in dieser Zeit auch die Funktion des Landrichters im Egerland (iudex provincialis) wahr. 1318 musste Tuto (Taut von Schönbrunn) seinen Besitz in Oberfranken (die Stadt Hof und das Regnitzer Land) auf Veranlassung des Burggrafen Friedrich von Nürnberg aufgeben und „sin diener daz Land rvmen vnd kain wonunge mer darinne haben“. Wie er in den Besitz dieses Territoriums gelangte, geht aus der Urkundenlage nicht hervor.
Im Jahre 1320 verkauften Albrecht, Konrad und Haward von Hertenberg alle Güter in den Dörfern Albenreuth und Alt-Albenreuth dem Abt von Waldsassen auf Wiederkauf. Im Hartenberger Lehensrevers vom 2. Januar 1350 mussten die Söhne des Albert I. von Hertenberg den bisher als Eigengut innegehabten Hertenbergischen Besitz von Kaiser Karl IV. als Lehensnehmer und Vasallen der Krone Böhmens entgegennehmen. Diese Urkunde listet explizit die Dörfer der <Herrschaft Hartenberg auf: Gossengrün (Krajkova), Loch (Dolina), Blumberg (Květná), Adelsberg (Bleistadt – Olovi), Bürgleins (Pürgles, Hrádek), Lupardsgrün (Leopoldshammer), Prünles (Studenec), Radwandsgrün (Robesgrün), Werth (Josefov), Oberschossenreuth (Horni Castkov), Lauterbach, Markwartsgrün (Marklesgrün) und das halbe Dorf Horn mit den Bleibergwerken.
Der Familie gehörten im 16. Jahrhundert auch die Herrschaft Miltigau im Egerland, Tröstau und Vordorf. Angehörige spielten frühzeitig auch im Raum von Tirschenreuth eine Rolle und in Thüringen noch 1760.
Verwandte Geschlechter sind auch die Hohenberg, Schirnding und Kotzau.

## Wappen
Das Wappen im Scheiblerschen Wappenbuch zeigt zwei schräggekreuzte schwarze Bärentatzen mit ausgefahrenen Krallen auf goldenem Grund. Die Helmdecken sind schwarz und golden. Die gekrönte Helmzier wiederholt die Tierpfoten, diesmal aufgerichtet und mit den Krallen nach außen gewendet. In den verschiedenen Darstellungen unterscheiden sich vor allem die Bärentatzen, die teils sehr lebhaft zur Drohgebärde erhoben sind, damit mehr die Stärke von Bären, die in den regionalen Wäldern lebten, betonend, und teils als abgeschnittene Stümpfe abgebildet sind.
Während das Scheiblersche Wappenbuch und eine der Fortsetzungen von Johann Siebmacher die Familie als bayerisches Adelsgeschlecht einordnet, erscheint sie im Ingeram-Codex als Mitglied der Einhorngesellschaft.

Hertenberger Bärentatzen in späteren Gemeindewappen:

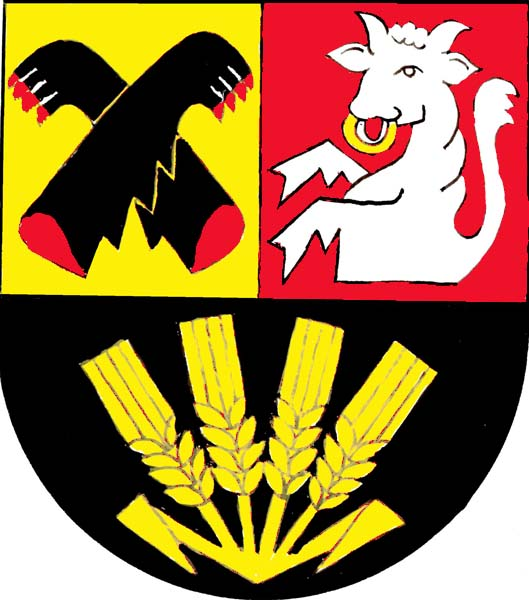
Josefov
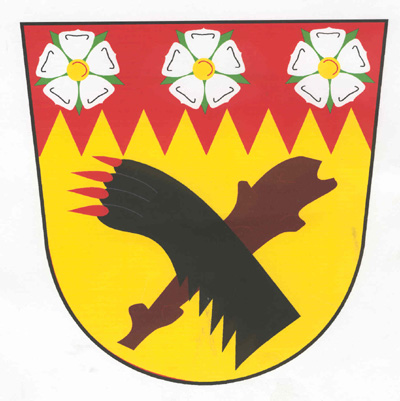
Milíkov u Mariánských Lázní
Tröstau
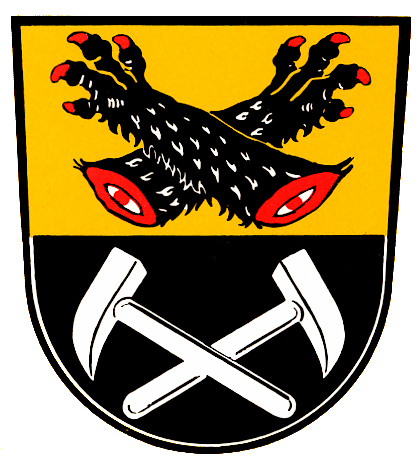
Vordorf